# Laminafroneta
Genre
Laminafroneta est un genre d'araignées aranéomorphes de la famille des Linyphiidae.

## Distribution
Les espèces de ce genre se rencontrent en Afrique subsaharienne.

## Liste des espèces
Selon World Spider Catalog (version 16.5, 19/10/2015) :
- Laminafroneta bidentata (Holm, 1968)
- Laminafroneta brevistyla (Holm, 1968)
- Laminafroneta locketi (Merrett & Russell-Smith, 1996)

## Publication originale
- Merrett, 2004 : A revision of African mynoglenines (Araneae: Linyphiidae: Mynogleninae). Bulletin of the British Arachnological Society, vol. 13, no 1, p. 1-30.